# Torneo Competencia 1941
El Torneo Competencia 1941 fue la tercera edición del Torneo Competencia. Compitieron los once equipos de Primera División y lo ganó Peñarol. La forma de disputa fue de un torneo a una rueda todos contra todos.

## Posiciones
| Puesto | Equipo         | Pts | PJ | PG | PE | PP | GF | GC | Dif |
| ------ | -------------- | --- | -- | -- | -- | -- | -- | -- | --- |
| 1.º    | Peñarol        | 18  | 10 | 9  | 0  | 1  | 31 | 14 | 17  |
| 2.º    | Nacional       | 17  | 10 | 8  | 1  | 1  | 31 | 13 | 18  |
| 3.º    | Liverpool      | 15  | 10 | 7  | 1  | 2  | 18 | 10 | 8   |
| 4.º    | Rampla Juniors | 13  | 10 | 6  | 1  | 3  | 21 | 14 | 7   |
| 5.º    | Wanderers      | 9   | 10 | 3  | 3  | 4  | 19 | 22 | -3  |
| 6.º    | Bella Vista    | 8   | 10 | 3  | 2  | 5  | 17 | 22 | -5  |
| 7.º    | CA River Plate | 8   | 10 | 3  | 2  | 5  | 15 | 21 | -6  |
| 8.º    | Defensor       | 7   | 10 | 3  | 1  | 6  | 17 | 23 | -6  |
| 9.º    | Sud América    | 6   | 10 | 2  | 2  | 6  | 13 | 27 | -14 |
| 10.º   | Racing         | 5   | 10 | 1  | 3  | 6  | 10 | 17 | -7  |
| 11.º   | Central        | 4   | 10 | 0  | 4  | 6  | 9  | 18 | -9  |

## Resultados
| Nacional       | 5-1 | Bella Vista |
| River Plate    | 3-2 | Wanderers   |
| Peñarol        | 3-2 | Liverpool   |
| Sud América    | 2-1 | Central     |
| Rampla Juniors | 2-1 | Racing      |

| Peñarol     | 4-2 | Rampla Juniors |
| Nacional    | 4-1 | Defensor       |
| River Plate | 2-2 | Sud América    |
| Wanderers   | 2-2 | Racing         |
| Central     | 0-0 | Bella Vista    |

| Nacional  | 2-1 | Sud América |
| Peñarol   | 2-0 | Central     |
| Wanderers | 5-2 | Defensor    |
| Liverpool | 2-0 | Bella Vista |
| Racing    | 1-1 | River Plate |

| Peñarol        | 4-2 | Wanderers   |
| Nacional       | 4-0 | River Plate |
| Liverpool      | 1-0 | Defensor    |
| Rampla Juniors | 6-1 | Sud América |
| Bella Vista    | 3-2 | Racing      |

| Nacional       | 4-1 | Liverpool   |
| Peñarol        | 5-1 | Bella Vista |
| Rampla Juniors | 1-0 | River Plate |
| Wanderers      | 3-2 | Sud América |
| Defensor       | 1-1 | Central     |

| Peñarol        | 2-0 | Racing    |
| Rampla Juniors | 1-1 | Nacional  |
| Liverpool      | 3-1 | Wanderers |
| River Plate    | 4-3 | Central   |
| Bella Vista    | 5-2 | Defensor  |

| Nacional       | 4-2 | Central     |
| Peñarol        | 3-1 | Sud América |
| Rampla Juniors | 3-1 | Defensor    |
| River Plate    | 1-0 | Bella Vista |
| Liverpool      | 2-0 | Racing      |

| Peñarol        | 4-3 | River Plate |
| Wanderers      | 3-2 | Nacional    |
| Rampla Juniors | 1-0 | Central     |
| Defensor       | 2-0 | Racing      |
| Liverpool      | 3-0 | Sud América |

| Wanderers | 1-1 | Bella Vista    |
| Racing    | 3-1 | Central        |
| Defensor  | 5-1 | Sud América    |
| Nacional  | 3-2 | Peñarol        |
| Liverpool | 2-1 | Rampla Juniors |

| Nacional       | 2-1 | Racing      |
| Central        | 1-1 | Liverpool   |
| Defensor       | 3-1 | River Plate |
| Sud América    | 3-2 | Bella Vista |
| Rampla Juniors | 3-0 | Wanderers   |

| Liverpool   | 1-0 | River Plate    |
| Peñarol     | 2-0 | Defensor       |
| Bella Vista | 4-1 | Rampla Juniors |
| Sud América | 0-0 | Racing         |
| Wanderers   | 0-0 | Central        |